# Bombus monozonus
Bombus monozonus là một loài Hymenoptera trong họ Apidae. Loài này được Friese mô tả khoa học năm 1931.